# Idaea albicostata
Idaea albicostata är en fjärilsart som beskrevs av Walker 1861. Idaea albicostata ingår i släktet Idaea och familjen mätare. Inga underarter finns listade i Catalogue of Life.